# 푸르케리마
목동자리 엡실론(Epsilon Boötis)은 목동자리에 있는 별로 지구에서 약 210광년 떨어져 있다. 이 별을 옛날부터 부르던 이름으로 이자르(Izar) 또는 푸르케리마(Pulcherrima)가 있다. 여기서 이자르는 아랍어 izār에서 온 말로 '베일, 면사포'의 뜻이며, 푸르케리마는 라틴어 '가장 아름다운 자'에서 온 말이다.
이자르는 쌍성으로, 주성인 오렌지색 거성과 반성인 A형 주계열성으로 이루어져 있다. 주성은 항성진화 단계의 후반부에 이른 상태로, 자신이 지니고 있던 수소를 소진한 상태이다. 반성이 지금의 주성과 같이 거성이 될 때, 주성은 이미 외곽 가스층을 행성상 성운의 모습으로 날려 보낸 백색 왜성이 되어 있을 것이다.